# Grid dip metr

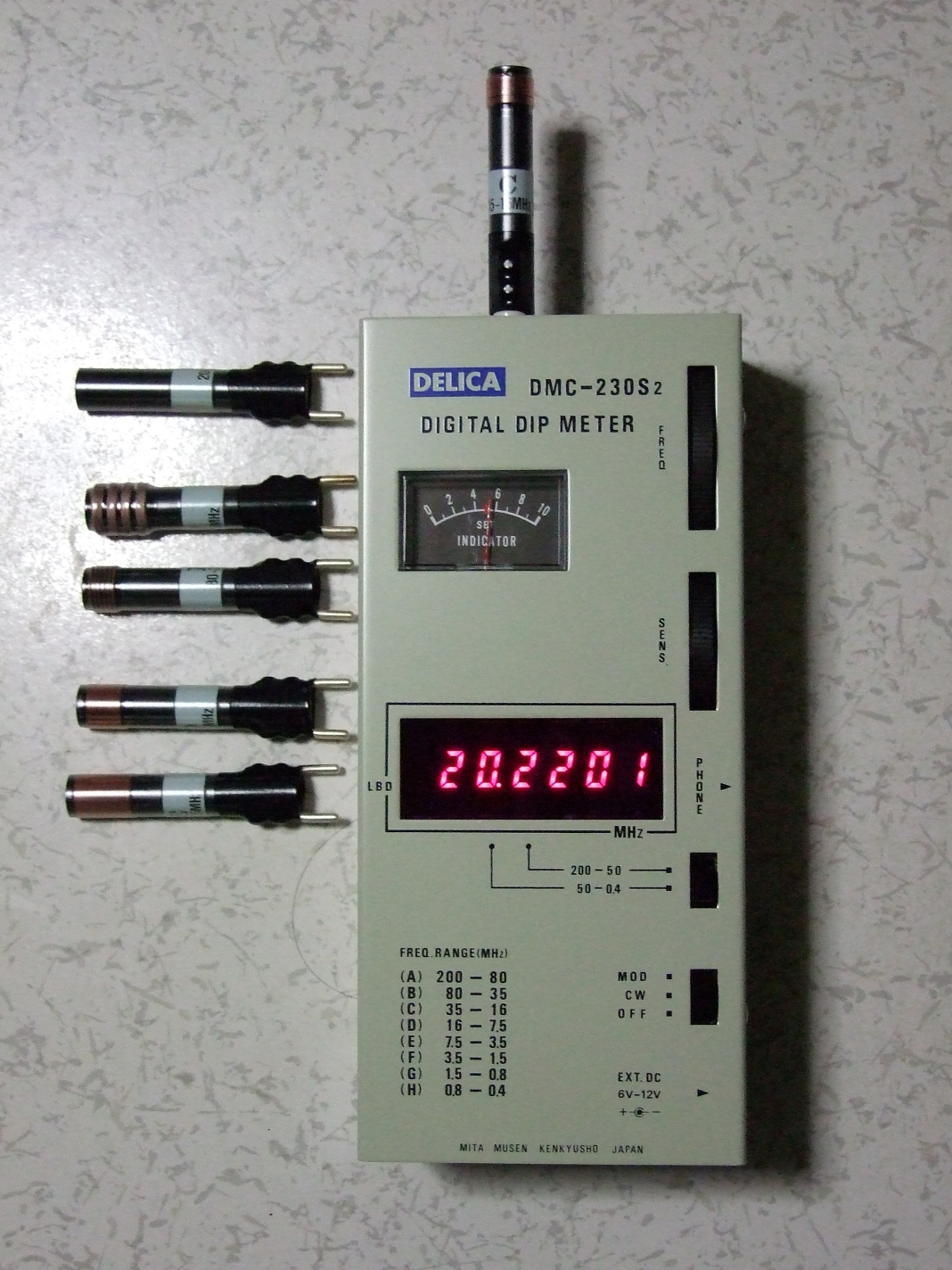
Obr. 1: Dipmetr s digitální stupnicí

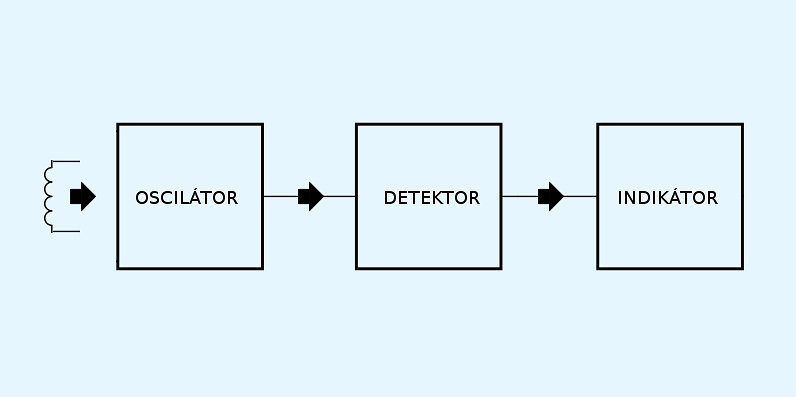
Obr. 2: Blokové schéma

Grid dip metr, krátce dipmetr, je u nás používaný nepřesný název pro sací měřič rezonance s oscilátorem, anglicky grid dip oscillator (GDO), což je elektronický měřicí přístroj, primárně určený pro zjišťování rezonanční frekvence LC obvodů v radiotechnice.

## Princip činnosti
Princip činnosti je založen na odsávání energie. K tomuto jevu dochází u LC obvodů, které jsou naladěny na stejnou frekvenci a umístěny v malé vzdálenosti.
Blokové schéma je nakresleno na obr. 2. Přístroj se skládá z přeladitelného oscilátoru, detektoru a indikátoru, což obvykle bývá malé ručkové měřidlo – mikroampérmetr. LC obvod oscilátoru je tvořen interním ladicím kondenzátorem a externí cívkou. Ladicí kondenzátor oscilátoru je – pokud přístroj nemá digitální indikaci frekvence – opatřen stupnicí, umožňující odečítání frekvence. 

## Použití
Přístroje jsou obvykle používány pro měření na frekvencích od stovek kilohertzů do stovek megahertzů. Rozsahy oscilátoru se hrubě ve stupních mění zásuvnými cívkami. Oscilátor se v průběhu měření přelaďuje (obvykle ladicím kondenzátorem). V okamžiku shody frekvence oscilátoru a měřeného LC obvodu dojde k poklesu údaje na indikátoru. Hledaná frekvence se přečte na stupnici přístroje.
Moderní přístroje bývají vybaveny digitální stupnicí (obr. 1). Přesnost měření, zejména u přístrojů bez digitální stupnce, je nevelká (chyba může být 5 % i více), ale dostačující pro mnoho praktických aplikací. Zapojení dipmetru může být poměrně jednoduché, takže je populární mezi radioamatéry.
Dipmetr může být také použit pro jiná měření. Za pomoci cívky se známou indukčností lze měřit kapacity kondenzátorů. Při použití kondenzátoru se známou kapacitou lze naopak měřit indukčnosti cívek. Hledaná hodnota indukčnosti, popř. kapacity se vypočítá ze zjištěné rezonanční frekvence podle Thomsonova vztahu:
{\displaystyle \ f_{0}={\frac {1}{2\pi {\sqrt {LC}}}}.}

Většinou se dipmetr dá přepnout do pasivního režimu. Přepnutím dojde k vypnutí oscilátoru přístroje, z něhož se tak stane absorpční vlnoměr (sací vlnoměr). V tomto režimu může být použit např. pro měření frekvence oscilátoru superhetu. Pokud je přístroj vybaven zdrojem nízkofrekvenčního signálu a modulátorem, může být také použit jako vysokofrekvenční generátor pro testování, popř. slaďování radiopřijímačů.

## Příklad zapojení

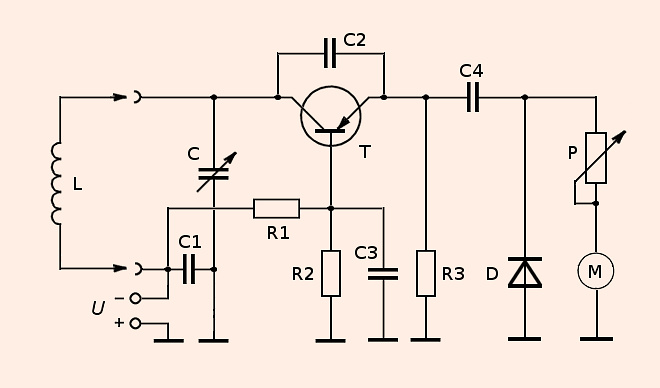
Obr. 3: Velmi jednoduchý dipmetr

Konkrétní schéma velmi jednoduchého dipmetru s jedním tranzistorem je nakresleno na obr. 3. Tranzistor typu PNP je spolu s dalšími součástkami zapojen jako oscilátor. Frekvence oscilátoru se mění hrubě ve stupních výměnou zásuvné cívky L. Ladicí kondenzátor C zajišťuje plynulé přelaďování oscilátoru. Pracovní bod tranzistoru je nastaven děličem R1 a R2. Kondenzátor C2 zavádí kladnou zpětnou vazbu a zajišťuje tak rozkmitání oscilátoru. Z emitoru tranzistoru se signál dostává na diodový paralelní detektor. Potenciometr P slouží k nastavení citlivosti přístroje. Jako indikátor může být použit citlivý mikroampérmetr (na obrázku označen písmenem M). 